# Леки крайцери тип „Устър“
Устър (на английски: Worcester) са тип леки крайцери на ВМС на САЩ поръчани през 1940-те години и влизат в състава на флота в периода 1948 – 49 г. Леките крайцери от типа „Устър“ и съвременните им тежки крайцери тип „Де Мойн“ стават последните чисто артилерийски крайцери, построени за ВМС на САЩ. Всичко са планирани 10 единици, но поради края на войната и проявили се проблеми с въоръжението са построени 2 кораба от 4 поръчани: „Устър“ (на английски: USS Worcester (CL-144)) и „Роанок“ (на английски: USS Roanoke (CL-145)).
Корабите макара и да съответстват на своя клас (лек крайцер), носят дванадесет 152 mm оръдия, фактически са най-големите крайцери от построените дотогава: по-дълги и с по-голяма водоизместимост, отколкото „Балтимор“. Благодарение на това дори си имат иронично прозвище „ама наистина много големи леки крайцери“.
Двата крайцера – „Устър“ (CL-144 Worcester) и „Роанок“ (CL-145 Roanoke) са извадени от състава на флота през 1958 г., явявайки се последните леки крайцери във флота на САЩ. В началото на 70-те години са предадени за скрап.

## Конструкция

### Въоръжение

#### Универсалният главен калибър
Ключов елемент в проекта „Устър“ са новите универсални 152-милиметрови 47-калибрени оръдия 6"/47DP Mark 16 с автоматично презареждане. Способни да се презареждат при всеки ъгъл на вертикално насочване и притежаващи висока скорострелност, тези оръдия трябва да са еднакво ефективни както в бой с корабите на противника, така и в противодействието срещу неприятелската авиация.
Оръдията представляват основна модернизация на обикновеното 152 mm/47 оръдие, използвано е предшестващите серии американски леки крайцери. За сметка използването на механизирано зареждане, темпът на стрелба нараства до 12 изстрела на оръдие. Вертикалният верижен елеватор изважда снарядите от оръдейния погреб, и ги прехвърля на маховото подаващо устройство, съединено със ствола на оръдието. Снарядите и зарядите се подават отделно; при това има два подаващи механизма, отделно за зенитните и осколочно-фугасните снаряди (с тегло 47 kg) и отделно за по-късите бронебойни снаряди (с тегло 59 kg). Всичко това води до значително усложнение на конструкцията.
На крайцерите от типа „Устър“ има шест двуоръдейни куполни установки, по три в носовата и в кърмовата части; при това, крайните кули и при носа и при кърмата са разположени на едно ниво, а близките към средата на кораба са вдигнати на барбети и стрелят над крайните. Значителното тегло на допълнителните механизми води до това, че кулите тежат по 208 тона всяка – т.е. повече, отколкото триоръдейните кули на предшестващия тип.
Теоретически, оръдията на крайцерите от типа „Устър“ осигуряват поражение на въздушната цел на височина до 15 километра; пределната далечина на стрелбата по надводни цели съставлява 23 800 метра. Но, на практика, оръдейните установки на тези крайцери се оказват неуспешни; ненадеждни, излишно сложни, те са склонни към механични повреди и често заклинване. Проектният темп на стрелба от 12 изстрела в минута на практика не е поддържан много дълго.
След войната се разглеждат и планове за замяна на предишните двуоръдейни кули с нови триоръдейни – които се предполага да се създадат на основата на доказалите своята надеждност кули на главния калибър на тежките крайцери „Де Мойн“. Подобна замяна с една трета ще увеличи броя на оръдията, и би позволила да се повиши скорострелността до 20 – 25 изстрела в минута на оръдие, а също и да реши и въпроса с надеждността. Това предложение не получава поддръжка, тъй като за разработката на кулите от нов тип ще отиде време, а зенитните ракети Lark вече се представят като по-перспективно оръжие.

#### Зенитно въоръжение
Първоначално се предполага, че благодарение на универсалния главен калибър, леките крайцери от типа „Устър“ не се нуждаят от специализирано противовъздушно въоръжение. При влизането им в строй, на тях поставят няколко 20 mm автоматични оръдия, но само за учебни стрелби. Но, проблемите с тежките универсални оръдия водят до необходимостта да се усили противовъздушната отбрана на корабите.
В началото на 1949 г., двата крайцера от този тип са снабдени с батарея 76-милиметрови оръдия Mark 27, с дължина на ствола 50 калибра. Тези оръдия се разработват по време на войната, по спешност, като средство за борба с японските камикадзе, против които съществуващите 20 mm и 40 mm автоматични оръдия се показват като недостатъчно ефективни; но, войната завършва преди установките да постъпят на въоръжение. При скорострелност от 40 – 50 изстрела в минута, оръдията могат да поразяват самолети на противника на височина до 9 километра.
По всеки борд на крайцерите тип „Устър“ са разположени по пет сдвоени установки Mark 27. Още една сдвоена установка има в носовия край на крайцерите, над форщевена, и две едностволни установки Mark 33 са монтирани на платформи отвъд кърмата. Така, противовъздушната отбрана на корабите е съществено усилена.

#### Радиоелектронно оборудване
Крайцерите тип „Устър“ имат развито за мерките на времето си радиоелектронно оборудване, макар и представено в основно с модели радари от военното време. На носовата мачта са поставена радар за откриване на въздушни цели SR-2 и радар за откриване на надводни цели SG-6. Между комините е поставена къса мачта с радар за предупреждение за въздушно нападение SR-6. Кърмовата мачта се използва за разполагане на радиолокационния високомер SP-2; той е необходим, тъй като радарите SR-серия не могат да определят височината на въздушните цели.
Управлението на огъня на оръдията на главния калибър се осъществява с помощта на четири директора Mk37 с поставени отгоре на тях радари Mk25. Директорите са разположени ромбовидно; един на покрива на носовата надстройка, по един по всеки борд в центъра на корпуса и един на покрива на кърмовата надстройка. За сметка на това кораба може да координира огъня едновременно по три цели във всяка посока. Допълнително, всяка кула на крайцера е снабдена със собствен прицелен радар Mk27.
За подаване на целеуказания на 76 mm оръдия се използват четири директора Mk53, снабдени с радари Mk35; директорите са монтирани на високи опори встрани надстройката. Също, собствени директори имат носовите и кърмовите зенитни 76 mm оръдия. Общо, крайцерите от типа „Устър“ носят 19 радара за управление на огъня.

#### Авиационно оборудване
По проект, крайцерите трябва да имат авиационно оборудване във вид на хидросамолети за разузнаване и целеуказание. Те трябва да имат подпалубен хангар за два хидросамолета в кърмовата част, подемен кран за качване на приводнилите се машини на борда, и два въртящи хидравлични катапулта.
Но, още в хода на построяването на крайцерите е решено да се откажат от базирането на хидроавиация. Преценката е, че крайцерите от типа „Устър“ едва ли ще действат някога извън състава на авионосен ордер, и за това винаги могат да разчитат на палубната авиация. Освен това, характеристиките на хидросамолетите вече не съответстват на изискванията на времето. В резултат, е решено да се снабдят крайцерите със започналите да влизат на въоръжение към момента вертолети „Сикорски“ HO2S. Кърмата на корабите е преоборудвана на вертолетна площадка; от поставянето на катапулт се отказват, а кранът използват за спускане и вдигане на катерите и лодките.

### Брониране
Крайцерите тип „Устър“ са много добре защитени по мерките на леките крайцери. Те имат брониран пояс с дебелина от 76 милиметра до 127 милиметра при машинното отделение.
Кулите на крайцерите имат дебелина на челните плочи от в 170 милиметра, и страници от 76 милиметра. Барбетите на кулите са защитени от 130 mm плочи. Вертикалната защита се подсигурява от 25 mm главна палуба и бронирана палуба с дебелина от 89 милиметра. Бронирането подсигуряването на ефективна защита на жизненоважните части от огъня на 152 mm бронебойни снаряди на дистанции от 8,5 до 24,3 km. Хоризонталната защита по маса превъзхожда вертикалната – това е един вид ренесанс на бронепалубните крайцери. Защитата, преди всичко, е предназначена за авиационни бомби, тъй като 1000-фунтовата полубронебойна бомба не пробива палубата изобщо, а бронебойната бомба от същия калибър, за да пробие палубата трябва да се пусне от височина, не по-малка от 2300 m.

### Силова установка
Силовата установка на крайцерите е представена от четири турбозъбчати агрегати производство на фирмата „Дженерал Електрик“, с обща мощност от 120 000 конски сили. Четирите котела с налягане от 620 фунта на квадратен дюйм подсигуряват парата за движение с максимална скорост в 33 възела. Скоростта на икономичен ход съставлява 15 възела; далечината на плаване при подобна скорост достига 15 500 km.

## Представители на проекта
„Устър“ – заложен 29 януари 1945 г., спуснат на 4 февруари 1947 г., влиза в строй на 26 юни 1948 г.
„Роанок“ – заложен 15 май 1945 г., спуснат на 16 юни 1947 г., влиза в строй на 4 април 1949 г.
Още два крайцера – CL-146 „Валехо“ и CL-147 „Гери“ – са поръчани, но построяването им е отменено още преди залагането им.

## история на службата
Първоначалната програма предвижда построяването на десет крайцера от типа „Устър“ за поддръжка на авионосните съединения, но, през пролетта на 1945 г. войната вече е към края си; поръчани са само четири крайцера от този тип, и само два – „Устър“ и „Роанок“ са заложени, спуснати на вода и влизат в строй.
Влезлият в строй лятото на 1948 г. „Устър“ първоначално е включен в състава на Атлантическия Флот. През 1949 г., той за известно време оперира в състава на 6-ти флот в Средиземно море, но след началото на военните действия в Корея, крайцерът е изпратен в Тихия океан. Преминавайки през Суецкия канал, „Устър“ пресича Индийския океан и се присъединява към американския флот в Източна Азия. Той действа в състава на Тайванския патрул – американското съединение, защитаващо острова от заплахата за нахлуване на китайските комунисти от материка.
Впоследствие, „Устър“ е включен в състава на Тактическа група TF-77, включваща самолетоносачите „Вели Фордж“ и „Филипин Сий“, опериращи при бреговете на Корея. Счита се, че мощните универсални оръдия на крайцера ще бъдат добра защита за самолетоносачите в случай, че авиацията на Северна Корея или Китай се опитат да атакуват американските кораби. Както и другите крайцери, той активно е задействан в операциите по обстрел на крайбрежието, където високата огнева производителност на неговите оръдия се оказва много на място; тук „Устър“ демонстрира, че е превъзходен кораб за огнева поддръжка. Крайцерът участва в поддръжката на Инчхонската амфибийна операция, и в последващото движение на войските на ООН на север.
През пролетта на 1951 г., крайцерът преминава ремонт във Филаделфия. В бойни действия той повече не участва; ротирайки се между Атлантическия и Тихия океан, така служи до 1958 г.
„Роанок“, който влиза в строй през пролетта на 1949 г., не участва в бойни действия. До 1955 г. той служи в състава на 6-ти флот в Средиземно море; а след това е преведен в Тихия океан.
През 1958 г., двата крайцера са извадени в резерва. Командването на американския флот не вижда повече смисъл да държи в строй чисто артилерийските крайцери, чиито възможности за противовъздушна отбрана значително отстъпват по възможности на ракетните крайцери, въоръжени с управляемо ракетно оръжие. В резерва, „Устър“ и „Роанок“ са до 1972 г., след което са предадени за скрап.

## Оценка на проекта
Крайцерите тип „Устър“ завършват еволюцията на американските леки артилерийски крайцери, подобно на това, както „Де Мойните“ завършват еволюцията на тежките. Те представляват последното поколение тежки артилерийски надводни кораби – крайцери с универсални автоматични оръдия на главния калибър – ознаменувайки окончателното признаване на лидерската роля на авиацията във войната по море. Фактически, тяхната концепция се явява опит да се комбинират въоръжението и броневата защита на лекия крайцер тип „Кливланд“ с противовъздушните възможности на крайцерите за ПВО тип „Атланта“.
Проектирани като опит за радикално увеличаване на възможностите на противовъздушната отбрана на леките крайцери, корабите тип „Устър“, впрочем, не са напълно успешни в тази си роля. Освен това, че тяхното основно въоръжение – 152-милиметровите универсални оръдия – се оказват ненадеждни и склонни към повреди, самите крайцери, очевидно, са прекалено големи за своите възможности. Водоизместимостта от 18 000 тона прави тези кораби съпоставими по размер и стойност с тежките крайцери.
Главният проблем на тези крайцери се оказва това, че те постъпват на въоръжение вече след войната – когато американският флот има в своя състав повече от достатъчно нови леки крайцери и крайцери за ПВО от предшестващите проекти. В резултат, серията е ограничена само от два кораба, които нито един път не успяват да се проявят в задачата, за която са създадени – противовъздушната отбрана на ескадрите. С тях развитието на американските артилерийски крайцери за противовъздушна отбрана завършва; развитието на реактивната авиация прави тежката зенитна артилерия малкоефективна в сравнение със зенитното ракетно въоръжение.

## Коментари
1. ↑  Всички данни се привеждат към момента на влизане в строй.
2. ↑  Буквите показват принадлежността към определен класː ВВ – линкор, СС, CL, СА – съответно линеен, лек или тежък крайцер, CV – самолетоносач, DD – разрушител, SS – подводница и т.н.
3. ↑  Dual Purpose – буквално „двойно предназначение“, т.е. универсални.